# Moscato di Sorso-Sennori liquoroso dolce
Il Moscato di Sorso-Sennori liquoroso dolce è un vino DOC la cui produzione è consentita nella città metropolitana di Sassari.

## Caratteristiche organolettiche
- colore: giallo dorato carico.
- odore: aroma caratteristico, intenso.
- sapore: dolce, pieno, fine.

## Produzione
Provincia, stagione, volume in ettolitri
- Sassari  (1995/96)  23,46